# Largillay-Marsonnay
Largillay-Marsonnay là một xã trong vùng hành chính Franche-Comté, thuộc tỉnh Jura, quận Lons-le-Saunier, tổng Clairvaux-les-Lacs. Tọa độ địa lý của xã là 46° 33' vĩ độ bắc, 05° 40' kinh độ đông. Largillay-Marsonnay nằm trên độ cao trung bình là 470 mét trên mực nước biển, có điểm thấp nhất là 425 mét và điểm cao nhất là 680 mét. Xã có diện tích 6.98 km², dân số vào thời điểm 1999 là 134 người; mật độ dân số là 19 người/km².

## Thông tin nhân khẩu
| 1962 | 1968 | 1975 | 1982 | 1990 | 1999 |
| ---- | ---- | ---- | ---- | ---- | ---- |
| 116  | 146  | 140  | 129  | 121  | 134  |

## Địa điểm tham quan
Di tích còn lại của lâu đài Costarel từ thế kỉ thứ 13.